# Langue des signes israélienne
La langue des signes israélienne, est la langue des signes utilisée par une partie des personnes sourdes et de leurs proches en Israël.